# Homonoea boudanti
Homonoea boudanti är en skalbaggsart som beskrevs av Hüdepohl 1995. Homonoea boudanti ingår i släktet Homonoea och familjen långhorningar.
Artens utbredningsområde är Filippinerna. Inga underarter finns listade i Catalogue of Life.